# Lista dos deputados provinciais da 24.ª legislatura de Santa Catarina
Lista dos deputados provinciais de Santa Catarina - 24ª legislatura (1882 — 1883).
| Nº | Deputado                               | Partido     | Distrito eleitoral | Votos |
| -- | -------------------------------------- | ----------- | ------------------ | ----- |
| 1  | Tomás Argemiro Ferreira Chaves         | Conservador | Laguna e Planalto  | 110   |
| 2  | Antônio Luís Ferreira de Melo          | Conservador | Laguna e Planalto  | 102   |
| 3  | Antônio Pereira da Silva e Oliveira    | Conservador | Laguna e Planalto  | 99    |
| 4  | Estácio Borges da Silva Matos          | Conservador | Laguna e Planalto  | 78    |
| 5  | Augusto Frederico de Sousa Pinto       | Conservador | Laguna e Planalto  | 47    |
| 6  | Presalindo Lerí dos Santos             | Conservador | Laguna e Planalto  | 13    |
| 7  | Luís Betim Pais Leme                   | Conservador | Desterro e Norte   | 109   |
| 8  | Fernando Hackradt Júnior               | Conservador | Desterro e Norte   | 105   |
| 9  | João José Pinheiro                     | Conservador | Desterro e Norte   | 86    |
| 10 | Germano Augusto Lepper                 | Conservador | Desterro e Norte   | 66    |
| 11 | ?                                      | Conservador | Desterro e Norte   |       |
| 12 | ?                                      | Conservador | Desterro e Norte   |       |
| 13 | Francisco Gonçalves da Silva Barreiros | Liberal     | Laguna e Planalto  | 104   |
| 14 | Francisco Tolentino                    | Liberal     | Laguna e Planalto  | 99    |
| 15 | João da Silva Ramos                    | Liberal     | Laguna e Planalto  | 7     |
| 16 | Eliseu Guilherme da Silva              | Liberal     | Desterro e Norte   | 70    |
| 17 | ?                                      | Liberal     | Desterro e Norte   |       |
| 18 | ?                                      | Liberal     | Desterro e Norte   |       |
| 19 | ?                                      | Liberal     | Desterro e Norte   |       |
| 20 | ?                                      | Liberal     | Desterro e Norte   |       |
| 21 | Alexandre Marcelino Bayma              | Classista   | Laguna e Planalto  | 131   |
| 22 | Cristóvão Nunes Pires                  | Classista   | Laguna e Planalto  | 58    |